# Proyecto Gezira

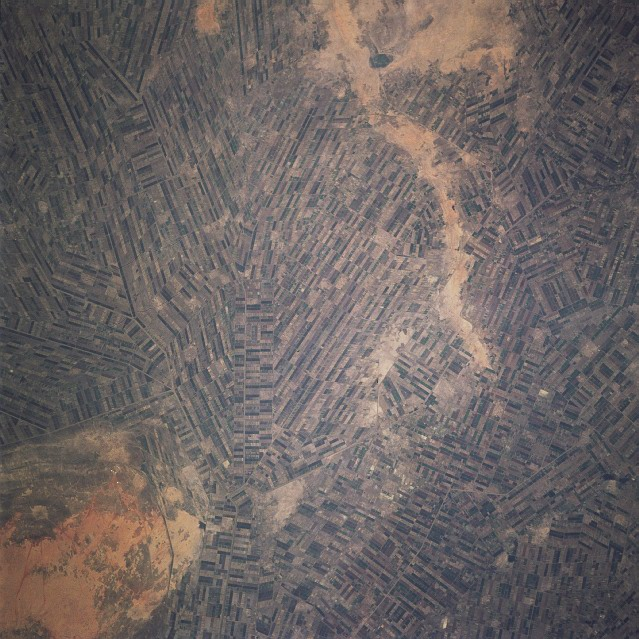
Canales de irrigación del proyecto Gezira desde el espacio, 1997.

El proyecto Gezira (en árabe: مشروع الجزيرة‎) es uno de los proyectos de irrigación más grandes del mundo. Se encuentra ubicado en el estado sudanés de Gezira, al sureste de la confluencia de los ríos Nilo Azul y Nilo Blanco en la ciudad de Jartum. 

## Historia
Históricamente, la economía de Sudán se basaba en la agricultura antes del inicio de las exportaciones de petróleo a fines de los años 1990. El proyecto Gezira fue iniciado por el Imperio británico para distribuir el agua del Nilo Azul por medio de canales y zanjas a las fincas que se encontraban entre los ríos Nilo Azul y Nilo Blanco.
Gezira (que significa «isla») es particularmente apropiada para la irrigación debido a que el suelo se inclina lejos del río Nilo Azul y, por ello, el agua corre naturalmente por la gravedad a través de los canales de irrigación. El suelo tiene un alto contenido de arcilla lo que evita las pérdidas por filtración. El primer plan era cultivar trigo, pero fue abandonado cuando se descubrió que podía cultivarse el algodón de fibra larga del tipo egipcio. El algodón fue cultivado por primera vez en la zona en 1904 y, tras muchos experimentos con riego, 24 km² fueron puesto bajo cultivo en 1914.
Después de la inundación más baja del Nilo en 200 años, se construyó la presa de Sennar en el Nilo Azul para proporcionar una reserva de agua. Este dique fue culminado en 1925 y tiene unos 3,2 km de extensión. El proyecto Gezira fue inicialmente financiado por el Sindicato de Plantaciones de Sudán en Londres y, luego, por el gobierno británico para garantizar su desarrollo. La Junta de Gezira se hizo cargo de la empresa privada en 1950.
Los agricultores cooperan con el gobierno sudanés y la Junta de Gezira. Esta red de canales y zanjas tiene una longitud de 4.300 km y, con la culminación a inicios de los años 1960 de la extensión Manaqil en el lado occidental del proyecto Gezira, el área irrigada cubre 8.800 km², alrededor de la mitad del área total irrigada del país. El principal cultivo en esta región sigue siendo el algodón.